# M7 (штык-нож)
M7 (M7 bayonet, фр. baïonnette — «штык») — армейский штык-нож. 
M7 принят на вооружение в 1964 году с автоматической винтовкой М16. Клинок штыка М7 — асимметрично-двулезвийный. Ножны — пластмассовые с железным устьем и брезентовым подвесным ремнём. Штык первоначально выпускала компания Colt.

## История

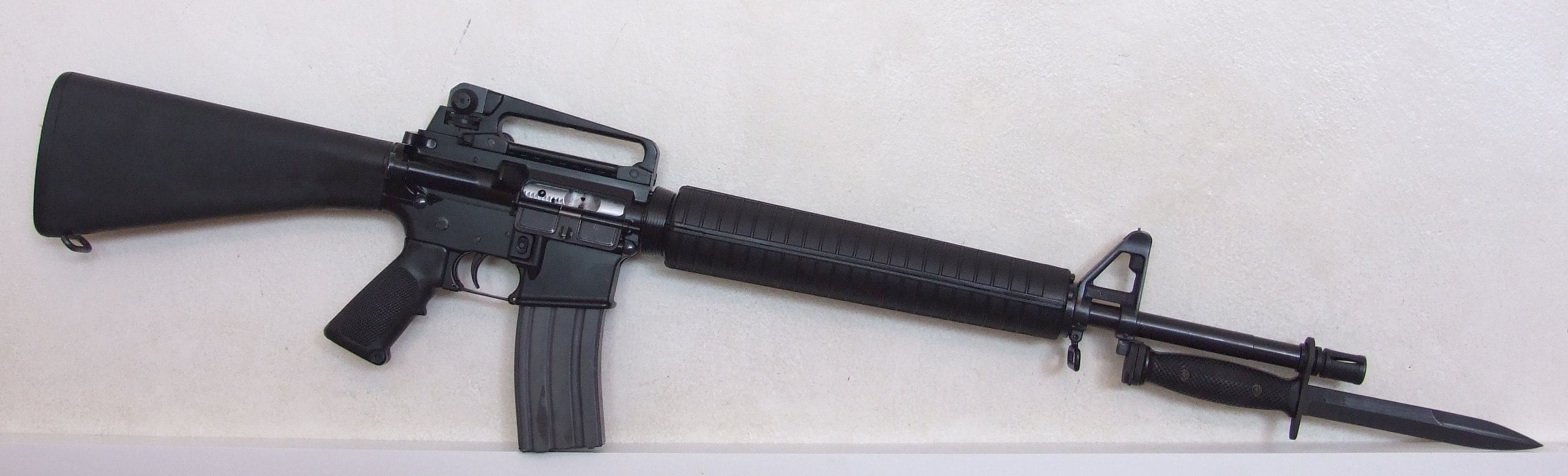
Винтовка M16A4 со штык-ножом M7

В преддверии Вьетнамской войны на вооружение армии США была принята автоматическая винтовка калибра 5,56 мм М16, в то же время было начато производство и штык-ножа М7, входящего в комплект поставки этой винтовки. Он стал одним из последних образцов штык-ножей, в первую очередь являющихся оружием, средством для поражения противника, а не многоцелевым инструментом.
Первые штыки М7 были произведены фирмой «Colt», впоследствии министерство обороны США заключило контракты с пятью различными производителями и было изготовлено около 3 миллионов штыков M7. Компания «Columbus Milpar & Mfg. (MIL-PAR)» была первым производителем, заключившим контракт с министерством обороны США. В период 1964—1967 годов «MILPAR» поставила армии США примерно 650 000 штык-ножей M7.
Кроме США штык-нож М7 производили в Германии, Южной Корее, Индонезии, Италии. Из-за большой популярности в мире винтовки М16 по армейским и частным заказам штык-нож М7 производили более 30 лет.

## Описание

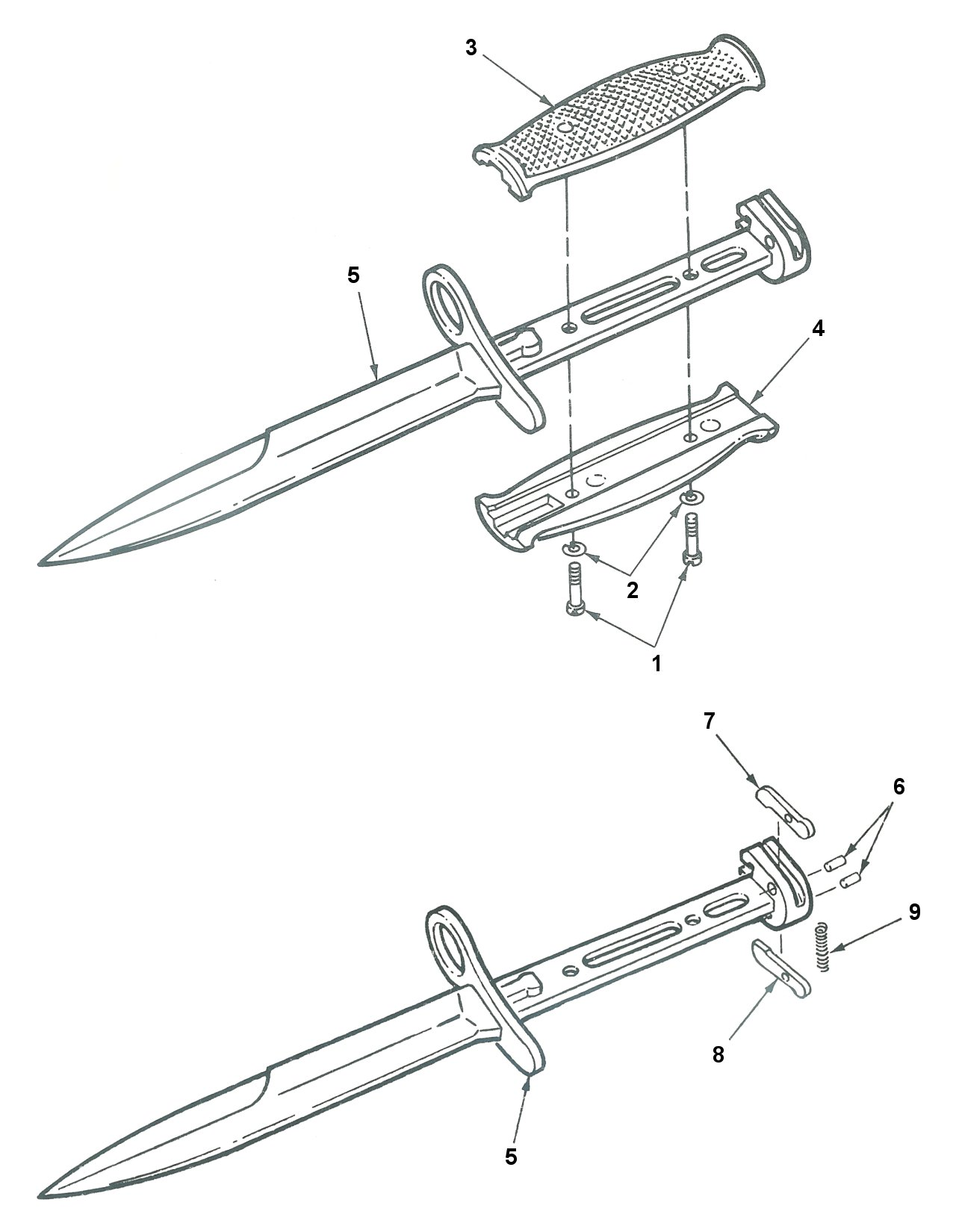

Штык-нож М7 имеет традиционную конструкцию. Его кинжальный клинок длиной более 170 мм с симметричным профилем и полуторной заточкой предназначен для колющих ударов. На обухе присутствует заточенный участок, доходящий до почти половины длины клинка. Гарда имеет в верхней части кольцо, предназначенное для крепления на стволе оружия. В тыльной части рукояти имеется массивная металлическая деталь с подпружиненными элементами, фиксирующими штык на специальном приливе перед цевьём винтовки. Затыльник помимо выполнения своей основной функции может быть использован для нанесения ударов, как в качестве эрзац-молотка, так и в рукопашной схватке.
Рукоять штык-ножа собрана из 2 пластиковых половин чёрного цвета, укрепленных на хвостовике с помощью 2 специальных винтов. Эти накладки имеют глубокую насечку, благодаря которой обеспечено надёжное и комфортное удержание штыка в руке.

## Общие характеристики
- Общая длина — 300 мм
- Длина клинка — 170 мм
- Ширина клинка — 22 мм
- Толщина клинка - 4.76 мм
- Внутренний диаметр кольца в крестовине — 22 мм
- Сталь - 1095 Carbon Steel